# صرع رمعي عضلي مترقي
الصرع الرمعي العضلي المترقي (اختصارًا EME) هو مجموعة نادرة من أمراض التحلل العصبي الوراثية المتميزة بحدوث الارتجاج العضلي، ومقاومة العلاج والتدهور العصبي. يعتمد العامل المسبب للصرع الرمعي العضلي المترقي إلى حد كبير على نوع هذا الصرع. تنتقل غالبية حالات الصرع الرمعي العضلي المترقي عن طريق الطفرات المتقدرية والجسمية السائدة أو المتنحية. يؤثر موقع الطفرة بدوره أيضًا على انتقال الصرع الرمعي العضلي المترقي عن طريق الوراثة وعلى أساليب العلاج المتبعة. يصعب تشخيص الصرع الرمعي العضلي المترقي بسبب التغايرية الجينية التي يتسم بها بالإضافة إلى عدم القدرة على تحديد أي طفرة جينية لدى بعض المرضى. يعتمد إنذار المرض إلى حد كبير على الأعراض المتفاقمة والفشل في الاستجابة للعلاج. لا يوجد في الوقت الحالي أي علاج شاف للصرع الرمعي العضلي المترقي ويركز العلاج على تدبير النوبات والرمع العضلي باستخدام مضادات الاختلاج (إيه إي دي).
تختلف السن التي تبدأ فيها أعراض المرض في الظهور وفقًا لنوع الصرع الرمعي العضلي المترقي إلا أنه يصيب الأفراد من جميع الأعمار. في داء أونفيريشت لوندبورغ (يو إل دي)، تبدأ الأعراض في الظهور بين 6-14 عام من العمر، بينما يبدأ ظهور المرض في وقت متأخر حتى 30 عام من العمر بالنسبة إلى الداء الليبوفوسيني السيرويدي العصبي لدى البالغين (إن سي إل البالغين). غالبًا ما تكون الأعراض محرضة بواسطة منبهات أو افعال معينة وتشمل الرمع العضلي، والنوبات، والاعتلال العصبي، والتدهور المعرفي والإطلاق الدماغي الحسكي والموجي أو غيابه نهائيًا. يمتلك أولئك المشخصون بالصرع الرمعي العضلي المترقي إنذارًا ضعيفًا. يلجأ المريض في غالبية الحالات إلى الاعتماد على الكرسي المتحرك، ويدخل في حالة خاملة نتيجة الرمع العضلي، بالإضافة إلى تراجع متوسط العمر المتوقع.

## العلامات والأعراض
يُعد الرمع العضلي أهم أعراض الصرع الرمعي العضلي المترقي وأكثرها شيوعًا. قد يكون الرمع العضلي متجزئًا أو متعدد البؤر ويمكن تحريضه بواسطة وضعية الجسم، والأفعال المختلفة والمنبهات الخارجية مثل الضوء، والصوت واللمس. يختلف نوع الرمع العضلي باختلاف أنواع الصرع الرمعي العضلي المترقي. تشمل الأعراض الأخرى النوبات المعممة، والتوترية الرمعية، والتوترية ونوبات غياب الوعي اللانمطية. في داء لافورا، تكون النوبات قذالية ويختبر المريض حالة عابرة من فقدان البصر بالإضافة إلى الهلوسات البصرية. قد يصاب المريض أيضًا بنوبات فقدان الوعي اللانمطية والنوبات الونائية والمركبة. في الصرع الرمعي العضلي مع الألياف الحمراء المتجعدة (متلازمة مرف)، يعاني المريض من صرع معمم إلى جانب الرمع العضلي، والوهن والخرف.
مع ترقي الصرع الرمعي العضلي المترقي، تتراجع القدرات العصبية مسببة الاعتلال العضلي، والاعتلال العصبي، والتدهور المعرفي، والرنح المخيخي والخرف. يساهم كل من اختلاف الأعراض وتباينها بين الأنواع المختلفة للصرع الرمعي العضلي المترقي وبين كل فرد وآخر في زيادة صعوبة تشخيص المرض. نتيجة لذلك، يعتمد تشخيص على فشل الاستجابة إلى مضادات الاختلاج والعلاج لكن يمكن تحديد النوع المعين من الصرع الرمعي العضلي المترقي عن طريق الاختبارات الجينية، وتخطيط كهربية الدماغ (إي إي جي)، وقياسات الإنزيمات وغيرها.

## الأسباب
توجد مجموعة من مسببات المرض ذات الصلة بتطور الاعتلال الدماغي الرمعي العضلي المبكر التي تنطوي بشكل رئيسي على الشذوذات الجينية (الطفرات)، أو شذوذات البنى الدماغية أو حالات العجز الاستقلابية الولادية. تشمل الأسباب الشائعة الأخرى بخلاف شذوذات الدماغ البنيوية حالات العجز الاستقلابية الولادية. قد يؤدي اضطراب استقلابي مؤثر على كيفية عمل الدماغ إلى تطور الاعتلال الدماغي الرمعي العضلي المبكر في بعض الأحيان. على الرغم من حدوث معظم هذه الاضطرابات الاستقلابية بشكل غير عكوس، يمكن تحقيق بعض الفائدة المرجوة في بعض الحالات من خلال علاج الاضطراب الكامن خلفها. تمثل الاعتلالات الدماغية الصرعية المستجيبة للفيتامينات أحد المسببات الهامة والنادرة.